# Le « Cardinal » du Bernin dans la chambre du peintre
Le « Cardinal » du Bernin dans la chambre du peintre est une peinture à l'huile sur toile (55,5 × 46 cm) du peintre italien Giovanni Boldini datée vers 1909. Elle est conservée au musée Giovanni Boldini à Ferrare.

## Histoire
L'intérêt de Boldini pour les vues d'intérieur remonte aux années 1890, à l'époque où il décide de revenir aux portraits. Les peintures rattachables à son univers domestique sont en nombre limité ; un groupe de six huiles sur panneau, une huile sur toile et une aquarelle, comparables par leurs formats, leurs sujets et leurs compositions, constituent un ensemble cohérent. Il s'agit d'une série de petites scènes peuplées d'objets-acteurs qui intervertissent leurs rôles et leurs positions d'une œuvre à l'autre et dont, en particulier, le buste du cardinal de Médicis sculpté par Le Bernin, qui apparait sous la forme d'un moulage en plâtre de l'original conservé au musée des Offices à Florence, que Boldini avait demandé en 1892 en échange de son autoportrait. 
La présence de la copie du Bernin dans les intérieurs privés de l'artiste prend un sens qui dépasse le simple cadre formel et parle de cette affection réservée à certains objets, véritables « souvenirs », qui caractérisent souvent la peinture de l'artiste de Ferrare. 

## Description
On aperçoit une jambe féminine moulée dans un bas noir et tendue devant une petite cheminée allumée. Le reste de la silhouette est en partie dissimulé par le dossier d'une chaise et en partie brouillé par des touches vigoureuses et gestuelles. Plus haut, le buste blanc du cardinal se détache nettement sur le rebord de la cheminée : il est montré dans toute sa volumétrie plastique et « doublé » grâce au miroir où se reflète sa partie arrière.

## Analyse
Dans sa manière d'organiser la hiérarchisation des présences au sein de ses narrations mystérieuses, Boldini s'en remet autant au traitement pictural qu'à la composition : il emploie tour à tour une facture académique (pour le buste) et une facture gestuelle (pour occulter la figure humaine).
Le décor se construit à travers un dynamisme graphique qui s'adoucit en touches douces et plastiques dans l'enduit baroque, point d'appui de l'aménagement. « Dans cet énième intérieur 'habité' par l'un de ses objets les plus chers, Boldini rappelle également le thème bien-aimé du double avec l'insertion du miroir qui multiplie l'image de la présence inquiétante du plâtre » .